# اخبار مصور لندن
اخبار مصور لندن (به انگلیسی: The Illustrated London News) اولین بار در روز شنبه ۱۴ مه ۱۸۴۲ به عنوان اولین مجله تصویرسازی هفتگی خبری جهان ظاهر شد. این شرکت که توسط هربرت اینگرام تأسیس گردید، هفته نامه تا دو بار در سال تا سال ۱۹۷۱ چاپ می‌شد، پس از آن کمتر و انتشار آن در سال ۲۰۰۳ متوقف شد. این شرکت امروز به عنوان Illustrated London News Ltd، یک ناشر، محتوا و دفتر نمایندگی دیجیتال در لندن که ناشر و دارای آرشیو نشریات و تجارت است، به کار خود ادامه می‌دهد.

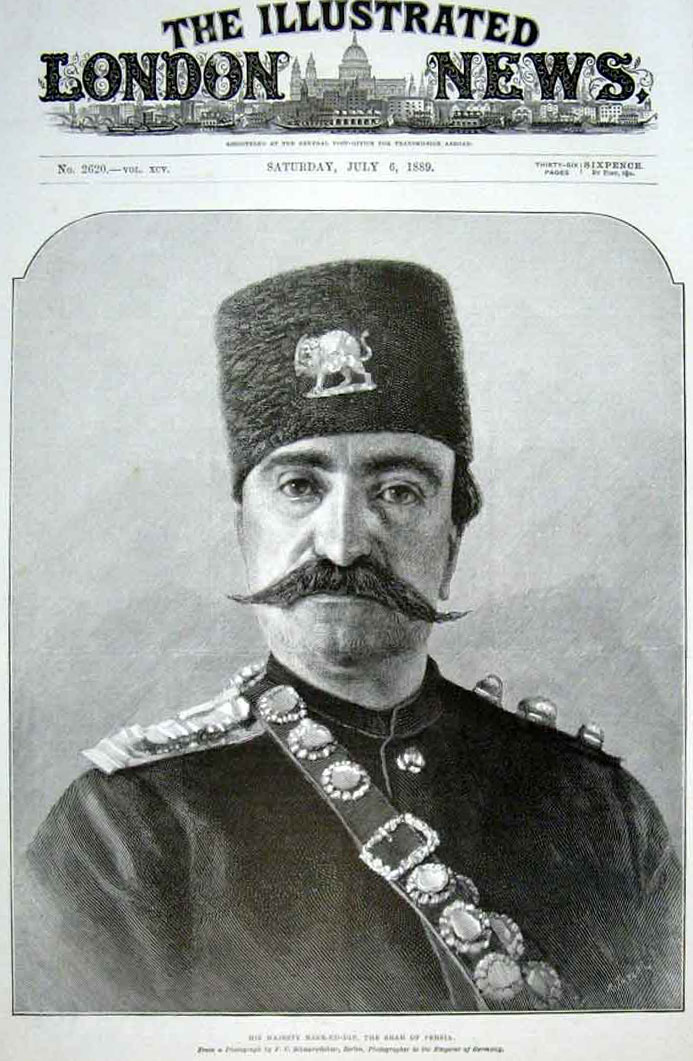
ناصرالدین شاه قاجار در صفحه اول اخبار مصور لندن هنگام آخرین سفر خود به انگلیس